# Budne (Goniądz)
Budne ist ein Dorf der Stadt-und-Land-Gemeinde (gmina miejsko-wiejska) Goniądz im Powiat Moniecki in der Woiwodschaft Podlachien, Polen, aus dem Szymon Budny stammt.

## Geographische Lage
Budne liegt etwa zwei Kilometer von Goniądz, dreizehn Kilometer von Mońki und 53 Kilometer von Białystok entfernt. 